# Vila da Barra
O Grêmio Recreativo Escola de Samba Vila da Barra é uma escola de samba da cidade de Manaus, no estado brasileiro do Amazonas. Sua quadra está localizada na Avenida Brasil, bairro da Compensa, próximo à prefeitura da cidade, na Zona Oeste. Suas cores são azul e amarelo, tendo como mascote a onça-pintada.

## História
Foi fundada no dia 21 de Maio de 1995, mas seu primeiro desfile oficial ocorreu apenas em 2008, no recém-criado Grupo 3, quando homenageou a Zona Oeste de Manaus, obtendo o vice-campeonato. Em 2009 sagrou-se campeã pelo Grupo B com o enredo "No Orquidário da Folia, Vila da Barra é luz, é cor, é alegria", porém, neste ano não houve acesso de agremiações.
Em 2011, após nova reorganização dos grupos de acesso, a "onça" foi campeã do Grupo B com o enredo: "Rio Solimões de Lendas e Mitos, Vila da Barra te Exalta", com samba de Betinho, Shazam e Luis Butti, ganhando o direito de desfilar no recém-criado Grupo de Acesso B (nova terceira divisão do carnaval manauara), porém acabou rebaixada no ano seguinte para o Grupo de Acesso C depois de desfilar com o enredo "Damas do glamour ao social". 
Logo após um vice-campeonato em 2013, a escola de samba obteve um ascensão meteórica na folia em apenas três anos, sagrando-se campeã do Acesso C em 2014 (quando contou a história do café), do Acesso B em 2015 (ao abordar o universo da dança), e do Acesso A em 2016 (com uma homenagem à empresária Ziza Martins, hoje patrona da escola), obtendo o tão sonhado direito de desfilar no Grupo Especial em 2017, cuja estreia ocorreu já na manhã de domingo com o enredo '"Do proibido ao sagrado,com a Vila desfrute o sabor do pecado", ficando em 7° lugar na apuração e permanecendo na elite carnavalesca.
Em 2018, com o enredo "O Grito" a escola novamente surpreende ao obter um inédito vice-campeonato no Grupo Especial, ficando em posição acima de diversas agremiações tradicionais da cidade e se firmando como nova força do carnaval de Manaus.

## Segmentos

### Presidentes
| Nome           | Mandato           | Ref.  |
| -------------- | ----------------- | ----- |
| Tatu           | 2008 - 2010       |       |
| Apolo Ferreira | 2010 - atualidade | [ 6 ] |

### Diretores
| Ano  | Diretor de Carnaval | Diretor de harmonia | Mestre de bateria | Ref. |
| ---- | ------------------- | ------------------- | ----------------- | ---- |
| 2012 |                     |                     | Cadinho           |      |
| 2015 |                     |                     |                   |      |

### Corte de bateria
| Ano  | Rainha de Bateria | Rainha da escola | Musa de bateria   | Rainha Mirim    | Princesa Mirim | Ref.  |
| ---- | ----------------- | ---------------- | ----------------- | --------------- | -------------- | ----- |
| 2015 | Rilza Soares      | Karen Cristine   | Mitzy Hellen      |                 |                | [ 7 ] |
| 2016 | Rilza Soares      | Karen Cristine   | Mitzy Hellen      |                 |                |       |
| 2017 | Rilza Soares      | Karen Cristine   | Mitzy Hellen      |                 |                |       |
| 2018 | Rilza Soares      | Karen Cristiny   | Mitzy Hellen      |                 |                |       |
| 2019 | Rilza Soares      | Karen Cristiny   | Rhubyana Carvalho | Klyssia Freitas | Anna Clara     |       |

## Carnavais
| Ano  | Colocação   | Grupo    | Enredo                                                                                         | Carnavalesco | Intérprete                                 | Ref   |
| ---- | ----------- | -------- | ---------------------------------------------------------------------------------------------- | ------------ | ------------------------------------------ | ----- |
| 2008 | Vice-campeã | 3        | Alusão à Zona Oeste de Manaus                                                                  |              |                                            |       |
| 2009 | Campeã      | B        | No Orquidário da Folia, Vila da Barra é luz, é cor, é alegria                                  |              | Iomar Japonês                              |       |
| 2010 |             | B        | Avenida Brasil                                                                                 |              |                                            |       |
| 2011 | Campeã      | B        | Rio Solimões de Lendas e Mitos, Vila da Barra te Exalta                                        |              |                                            |       |
| 2012 | 6º lugar    | Acesso B | Damas do glamour ao social Compositores: Iomar Japonês, Mário Saúba e Papaco.                  |              | Márcio, Iomar Japonês e Marquinhos da Vila | [ 1 ] |
| 2013 | Vice-campeã | Acesso C | Da vila de sapê à cidade das palhas                                                            |              |                                            | [ 6 ] |
| 2014 | Campeã      | Acesso C | Café, o mito, a história, uma mania que percorreu o mundo e chegou ao Brasil                   |              |                                            |       |
| 2015 | Campeã      | Acesso B | Dança: a arte, a magia, o sobrenatural. Vila da Barra encanta o carnaval                       |              |                                            |       |
| 2016 | Campeã      | Acesso A | A Saga de Ziza Martins, Senhora de Si, Mulher Guerreira na Arte de Educar                      | Tiago Fartto |                                            |       |
| 2017 | 7° lugar    | Especial | Do proibido ao sagrado,com a Vila desfrute o sabor do pecado                                   | Tiago Fartto |                                            |       |
| 2018 | Vice-campeã | Especial | O Grito                                                                                        | Tiago Fartto |                                            |       |
| 2019 | 8° lugar    | Especial | Azul e amarelo são as cores do meu amuleto, emociona Vila porque hoje a sorte está ao seu lado |              |                                            |       |
| 2020 | Campeã      | Acesso A | Fé, sem conhecimento é fanatismo.                                                              |              |                                            |       |
| 2023 | 4º lugar    | Especial | Ratanabá o segredo milenar da Amazônia                                                         |              |                                            | [ 8 ] |
| 2024 |             | Especial |                                                                                                |              |                                            |       |